# Robert Topala
Robert Nicholas Christian Topala (Upplands Väsby község, 1987. február 25. –) svéd játékfejlesztő, a Geometry Dash készítője.
Robertet RopTopnak vagy RubRubnak is nevezik, de a Reddit- és Newgrounds-profilját Zhenmuronnak hívják. Robert egy egyszemélyes cég, a RobTop Games alapítója. A Geometry Dash-en kívül is készített játékokat: Geometry Dash Lite, Geometry Dash Meltdown, Geometry Dash World, Geometry Dash SubZero és Boomlings, ami nem elérhető jelenleg. A Geometry Dash-t később Steamre is kiadta.

## Életrajz
Robert mélyépítést tanult, amikor legelőször felfedezte a játékfejlesztést. A rejtvényjátékok általi tapasztalat segített neki elkészíteni a leghíresebb játékát, a Geometry Dash-t kevesebb, mint 4 hónap alatt. A Super Mario Bros., a The Impossible Game és a Super Meat Boy inspirálta. Később RobTop megdicsérte a Geometry Dash közösségét, hogy segítettek neki fejleszteni és növeszteni a játékot. Hamarosan a Geometry Dash híre növekedett, és emberek milliói töltötték le a játékot.
"Valójában nem volt részletes terv [a Geometry Dash-hez]. Egyszerűen egy sablonként indult egy kockával, amely összeomolhat és ugrálhat. Különböző iterációk révén aztán egyre több funkciót és tartalmat adtam hozzá, amíg a játékot megfelelőnek nem éreztem." Robert Topala

## Egyéb
- Alapból RobTop amikor legelőszőr közzétette a Geometry Dash-t, Geometry Jumpnak nevezte el, de később átnevezte, mert Apple nem engedte azt a nevet.
- A játék 21. pályáját alapból Fingerbangnek nevezte el, de a copyright miatt átváltoztatta Fingerdash-re.
- A nehézségfejek a Geometry Dash-ben alapból a Boomlingsből származtak.
- RobTopnak jelenleg (2024. július) több mint 15,5 millió feliratkozója van Youtube-on.